# Valdearenas
Valdearenas es un municipio y localidad española, situado en la provincia de Guadalajara, en la comunidad autónoma de Castilla-La Mancha. El término municipal tiene una población de 91 habitantes (INE 2024).

## Geografía
El término municipal de Valdearenas se sitúa al oeste de la comarca natural de la Alcarria, donde la altiplanicie se deprime para dar paso a la cuenca del río Henares, en tránsito hacia la comarca de la Campiña. El municipio se ubica en el tramo medio del valle del río Badiel (afluente del Henares y tributario a su vez del río Tajo) que discurre de noreste a suroeste. Tiene una superficie de 15,44 km², y limita al norte y el oeste con el municipio de Hita, al este con Muduex y al sur con el de Trijueque. La carretera GU-107 que recorre el valle, desde Torre del Burgo hasta Utande, y la GU-108, desde la propia Valdearenas hasta Casas de San Galindo, son las dos únicas carreteras asfaltadas que cruzan su término.
El terreno es ondulado, dedicado a cultivos de secano (cereal y olivos) excepto en las proximidades del río, donde los terrenos son más llanos, que lo son de huertas. El medio natural lo constituye el monte bajo y la ribera del Badiel, con fauna cinegética menor.
Administrativamente se ubica en el partido judicial de Guadalajara. Y tras la reforma de Papa Juan XXIII (Bula de 9 de marzo de 1959), depende del obispado católico de Sigüenza-Guadalajara.
En el siglo XIX, tras las distintas disposiciones legales para que cada Ayuntamiento timbrase sus documentos con un sello especial y la leyenda correspondiente al Municipio y nombre del mismo, la corporación municipal utilizó como escudo una torre sumada de una balanza y superada de una corona real cerrada. En la actualidad, el escudo de armas del municipio corresponde al aprobado por la Consejería de Gobernación por Orden del 25 de junio de 2004, y publicado en el Diario Oficial de Castilla-La Mancha el 7 de julio de 2004, cuya descripción es la siguiente: escudo español, en campo de oro, una rama de olivo de sinople; al timbre, la corona real cerrada.

## Núcleo urbano
La capital del municipio, y su único núcleo urbano, es Valdearenas, que se alza en una colina situada en la orilla izquierda del río, a una altitud de 964 metros sobre el nivel del mar.
La trama urbana, que se conserva aceptablemente, corresponde a la propia de la comarca y constituye un atractivo caserío. Las construcciones tradicionales son de adobe excepto la antigua parroquial católica de Nuestra Señora de la Asunción (siglo XIII) que era de piedra.

## Historia
La situación de la localidad en lo alto de un altozano junto al río hace suponer que la zona estuvo poblada desde antiguo.  Entre los pocos restos prehistóricos encontrados se halla la discutida “Estela Discoidea” de Valdearenas.
Tras la conquista definitiva de la comarca de la Alcarria por parte de las tropas castellanas (principios del siglo XII) el valle del Badiel fue colonizado por cristianos del norte, que se unieron a los restos de mozárabes sobrevivientes a los almorávides, judíos (que en Hita y su alfoz tenían una importante población) y mudéjares. La pervivencia de esta estructura social, junto a su situación de comarca fronteriza, sustentó una importante economía (“fondón bien poblado” llamó Gonzalo de Berceo al referirse a Hita) que se tradujo en protagonismo político, como fue la consecución de fuero propio, la participación de caballeros mozárabes de Hita en las campañas  de Alfonso VI y de Alfonso VII, e incluso ya en el siglo XIV la ubicación en esta villa de la tesorería judía de Samuel Leví, por encargo de Pedro I, el Justiciero. Esta pujanza económica y social del alfoz de Hita explica que en el siglo XIII Valdearenas edificara un edificio románico como su iglesia parroquial.
Durante la Baja Edad Media y moderna, la historia de Valdearenas estuvo ligada primero a la Casa de los López de Orozco (siglo XIV) y más tarde a la Casa de los Duques del Infantado (siglos XV al XIX), Señores de Hita, a cuyo alfoz pertenecía la localidad como aldea. Esta situación duró hasta 1630, cuando Felipe III le concedió el privilegio de Villazgo mediante el pago por parte de los vecinos de 450 ducados. Lo cuantioso de dicho desembolso se solía sustentar en unas expectativas que en el caso de Valdearenas no se cumplió, ya que «pocos años después, consta que los pocos villanos que quedaban en el pueblo se sustentaban de las limosnas del monasterio de Sopetrán», aunque al menos se independizó del alcalde de Hita, ruptura que llevó a justificarse en el texto del Privilegio a “los inconvenientes y aún las tropelías nacidas de la dependencia de unos lugares a otros”. En dicha fecha la villa también adquirió del rey el derecho de “fiel medidor y correduría” por 93 750 reales.
A mediados del siglo XIX, el lugar contaba con una población censada de 441 habitantes. La localidad aparece descrita en el decimoquinto volumen del Diccionario geográfico-estadístico-histórico de España y sus posesiones de Ultramar de Pascual Madoz de la siguiente manera:

VAL DE ARENAS: v. con ayunt. en la prov. de Guadalajara (4 leg.), part. jud. de Brihuega (2), aud. terr. de Madrid (14), c. g. de Castilla la Nueva, dióc. de Toledo (28): sit. en un collado pedregoso á la margen del riach. Vadiel, con clima sano : tiene 102 casas; la consistorial; escuela de instruccion primaria, á cargo de un maestro dotado con 1,200 rs.; una igl. parr., servida por un cura y un sacristan; fuera de la pobl. hay una hermosa fuente de abundantes y buenas aguas: confina el térm. con los de Padilla, Muduex, Hita y Rebollosa: el terreno bañado por el indicado r., es de regular calidad: caminos: los locales: correo: se recibe y despacha en Hita. prod.: cereales, legumbres, aceite, vino y pastos, con los que se mantiene ganado lanar, cabrío y vacuno; hay caza menor: ind.: la agrícola, un molino harinero y otro aceitero. pobl.: 119 vec., 441 alm. cap. prod.: 2.148,575 rs. imp.: 150,400. contr.: 7,513.
(Madoz, 1849, p. 255)

Durante la Restauración, la localidad, como casi toda la provincia, fue “feudo caciquil” del conde de Romanones, del partido liberal, que la activa resistencia del conservador Juan de la Cierva y Peñafiel desde el Ministerio de la Gobernación nada pudo impedir.
La guerra civil española (1936/1939), afectó de forma importante a la localidad de Valdearenas, ya que su situación cercana a la batalla de Guadalajara (marzo de 1937) le convirtió en frente de guerra entre las tropas italianas del general Manzini y las republicanas del coronel Rojo. Entre las pérdidas irreparables en aquellos días para la población se cuenta el archivo parroquial al completo, lo que ha privado a los historiadores de un material fundamental para conocer el pasado de la villa.

## Demografía
Valdearenas cuenta con una población de 91 habitantes (INE 2024).
| Gráfica de evolución demográfica de Valdearenas entre 1842 y 2021                                                   |
| |
| Población de derecho según los censos de población del INE Población de hecho según los censos de población del INE |

| Nacionalidad | Hombres | Mujeres | Total | %      | Proporción |
| ------------ | ------- | ------- | ----- | ------ | ---------- |
| Española     | 35      | 20      | 55    | 72.3 % |            |
| Extranjera   | 14      | 7       | 21    | 27.6 % |            |

Valdearenas, primero aldea del alfoz de Hita, más tarde villazgo  a partir del siglo XVII, fue siempre una de las poblaciones más pequeñas de la zona. Así, en el siglo XVI la población era de 140 vecinos, lo que suponía alrededor de 630 habitantes (“Relaciones Topográficas de Felipe II” de 1580), diez años después eran 127 vecinos (571 habitantes) según el “Vecindario de Castilla de 1591”. En el siglo XVIII había disminuido a 35 vecinos, 158 habitantes, según recoge el “Catastro de Ensenada”. La población permaneció estable a lo largo del siglo XIX, que para su segunda mitad los censos realizados arrojaron las siguientes cifras: 587 vecinos, en 1857; 558 vecinos, en 1860; 595, en 1877; 556 vecinos, en 1887; y 470 vecinos, en 1897 ("Alteraciones de los municipios en los Censos de Población desde 1842" (fuente: Instituto Nacional de Estadística).
En el siglo XX la población fluctuó al compás de los avatares de la zona. Si en 1900 tenía una población de hecho de 558 habitantes, en 1930 había bajado a 440 habitantes. La Guerra Civil, que golpeó duramente la zona al encontrarse en medio del frente de Guadalajara, llevó a que en el censo de 1940 recogiese 243 habitantes, menos de la mitad que diez años antes. En las décadas siguientes continuó el despoblamiento del municipio, censándose en 1970 tan solo 170 habitantes. A partir de dicha fecha se produjo una leve recuperación lo que se tradujo en el censo de 2000 en una población de 209 habitantes ("Series históricas de población 1901/1991" Fuente: INE).
Ya en el siglo XXI, se vuelve a producir un descenso pronunciado de población ya que el padrón municipal de 2015, atribuía a Valdearenas una población de 94 habitantes (Fuente: INE).

## Monumentos

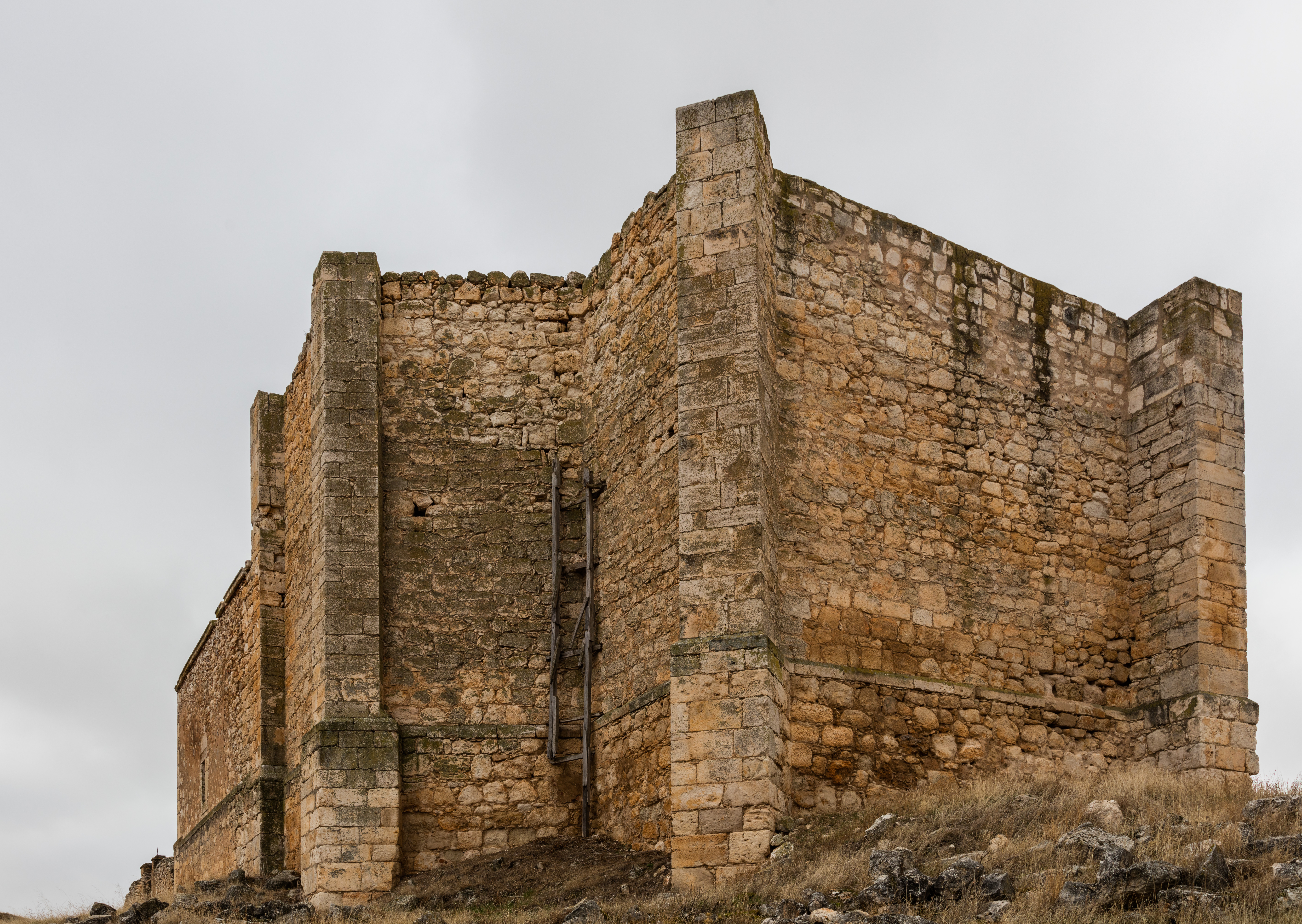
Restos de la iglesia de Nuestra Señora de la Asunción

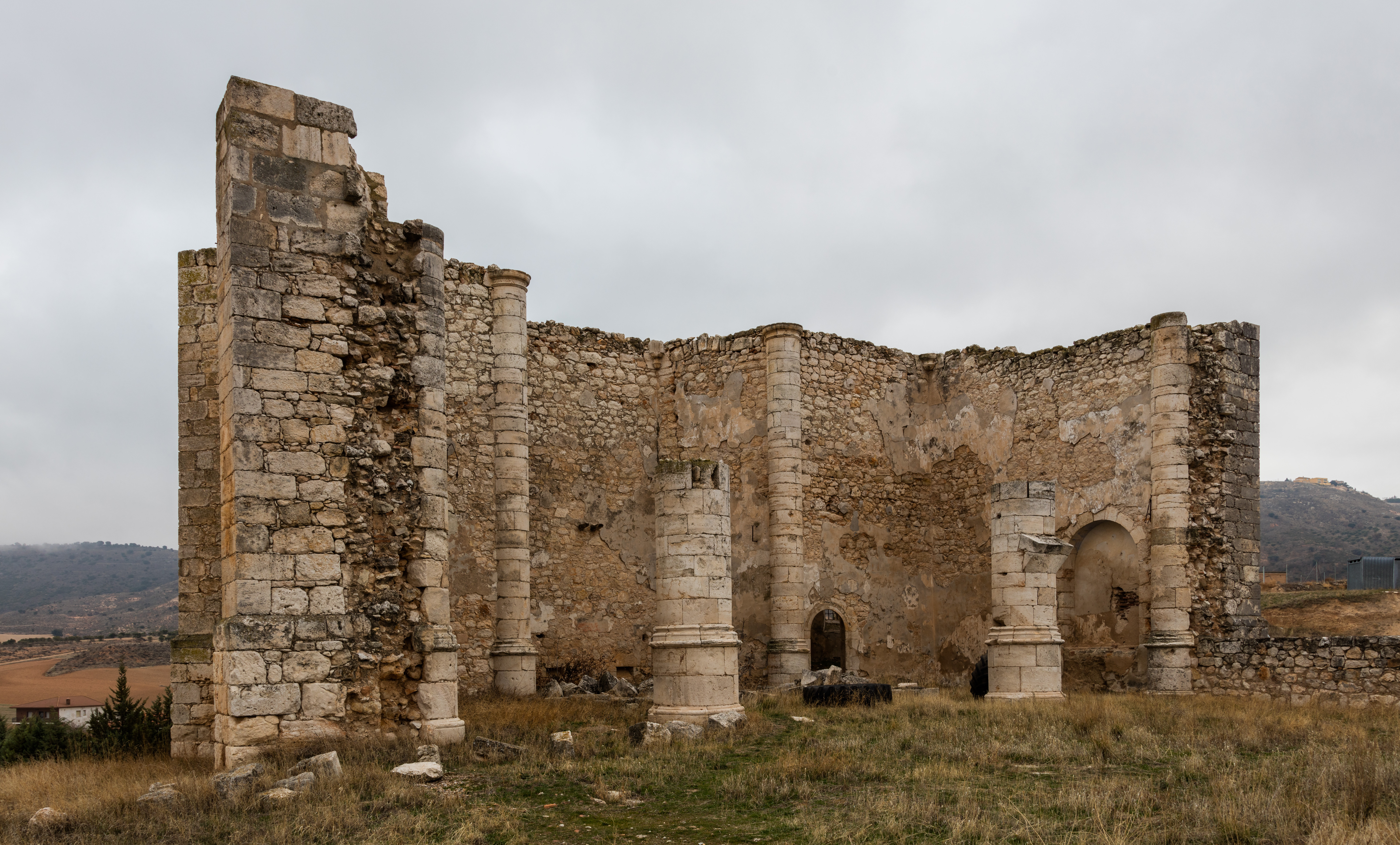
Otra vista de la iglesia

Más que hablar de los monumentos existentes en Valdearenas, habría que hablar de los monumentos que ya no existen. La estulticia, la avaricia o la pereza de propios y extraños han hecho desaparecer casi todos los más representativos de la localidad. La picota instalada delante de las casas consistoriales en 1630 tras recibir de Felipe III privilegio de villazgo desapareció hace tiempo. Incluso en 1752 la propia Casa del Concejo se encontraban en ruinas, lo que obligaba a reunirse al mismo en la posada de la localidad.
La iglesia parroquial católica de Nuestra Señora de la Asunción, del siglo XIII pero reformada en profundidad en los siglos XVI y XVII, se encontraba bastante deteriorada a mediados del siglo XX, y en la década de los años 60 el obispado de Sigüenza ordenó su restauración. Pero ante los fallos de sustentación del edificio la dirección técnica recomendó que fuese desmontada su fábrica y luego reconstruida. Se hizo lo primero pero lo segundo nunca llegó a ocurrir, alegándose en su momento falta de financiación. Sus bienes muebles se dispersaron y desapareció, entre otros elementos constructivos, el artesonado mudéjar que la cubría. En la actualidad (2007) aún se pueden localizar en el solar de la iglesia restos de cornisas, claves de techumbres góticas, arcos torales, laudas sepulcrales, etc.
Se desconoce la fecha exacta de fundación y su promotor, pero se trataba de una construcción propia del momento de expansión del que disfrutó la villa de Hita en el primer siglo después de la conquista castellana.
Se trataba de una iglesia columnaria con planta de salón. Según algunos autores, la fábrica del edificio era de sillería y mampostería caliza, siendo su fachada meridional la más antigua, románica del siglo XIII, en la que se abría la archivolta del ingreso, constituida por tres arcos lisos, en degradación, sobre ancha imposta corrida que simulaba capiteles de inexistentes columnas, pues las jambas eran apilastradas; otra pilastra a cada lado remontaba la puerta para formar un arrabá gracias a horizontal cornisa dispuesta en dentellones. El resto del edificio correspondía a la reforma que a partir de 1580, realizó el maestro de cantería Juan de Bocerráiz en estilo plateresco tardío y mudéjar, aunque restos que se encuentran “in situ” de estilo gótico parecen sugerir que tras la reforma se conservaron partes de la antigua fábrica. Contaba con tres naves, siendo su presbiterio y ábside poligonal. Grandes columnas toscanas separaban las naves y sostenían el gran artesonado de estilo renacentista mudéjar que cubría el edificio, calificado, según un tratadista del primer tercio del siglo XX, de interesante […] de gusto mudéjar y labores geométricas excesivas. Este autor también destacaba, entre los objetos de orfebrería de la iglesia, un cáliz renacentista muy bueno por su exornación e imaginería y una cruz de principios del siglo XVI con labores ojivales y platerescas.
Además de las ruinas de su iglesia, Valdearenas posee una fuente del siglo XVIII, constituida por un depósito cuasiesférico de metal sobre un pedestal de piedra, y con cuatro salideros que vierten a un tazón de piedra tallado y ranurado, a la cual una desacertada restauración le ha privado de gran parte del encanto que tenía.
Se conserva asimismo, en el núcleo urbano, la casona solariega de los Morterero, una construcción sencilla del siglo XVIII, y que ostenta en su fachada un escudo de mármol blanco con las armas de esta familia.
Existió un hospital para toda clase de pobres a lo largo de los siglos XVI al XIX, instituido por Antón Pérez Navarro, Arcediano de la Palma y párroco de Valdearenas. Hoy en día no hay trazas del mismo.
Según tradición que pervive en la localidad, en el término de Valdearenas existió un Monasterio titulado de San Francisco, cuyas monjas claustrales pasaron al convento de Santa Clara de la ciudad de Guadalajara. Tradicionalmente ubicado en el pago llamado de Teina, en la carretera de Hita, y aún existiendo restos, la ausencia de pruebas documentales la dan por leyenda. Pero la respuesta que recoge las “Relaciones Topográficas de Felipe II” (1580) a la pregunta 31 (Edificios señalados que en el pueblo hubiere, y los rastros de edificios antiguos de su comarca, epitaphios, letreros y antiguayas de que hubiere noticia), es la siguiente:  “ … y ansimismo hay un monesterio arruinado que fue monesterio de San Francisco de monjas claustrales, las quales se pasaron á Santa Clara de la ciudad de Guadalajara, y ahora está sin población, y sólo hay una ermita de San Benito a donde se va en procesión algunos días del año, y está cerca del dicho pueblo, la qual dicha ermita y sitio tiene por nombre Teina”. De este texto podemos extraer dos conclusiones: si es leyenda, es una leyenda muy antigua y firmemente creída desde el siglo XVI; y segundo, que ermita y ruinas de monasterio son cosas distintas, por lo que habría que buscar su ubicación en otro paraje.

## Folclore
Los habitantes de Valdearenas eran apodados “guarrosos” por los pueblos vecinos, aunque no era el peor mote de los posibles, ya que como recoge el poema de Pío Baroja ("Canciones del Suburbio" 1944), los de Alarillo eran conocidos como “zorros”, los de Atienza “jorobados”, “ladrones” los de Sayatón, “Cucos” los de Rebollosa de Hita y los de Santamera “grajos”. Poema que por otra parte, terminaba con estos versos llenos de cruel ironía pero no exentos de gracia: “y, todos, cual más cual menos / están como hechos de encargo / para ser brutos, judíos / vanidosos y borrachos / holgazanes y ridículos / analfaberos y bárbaros”.
De las fiestas que se celebraban en el siglo XVII (San Agustín, San Sebastián, Santa Ana, San Matías, San Bernabé y San Roque), con procesión a la ermita del mismo nombre, hoy solo se conserva la última que se celebra el 16 de agosto. En su origen se trataba de un voto particular del pueblo por la intercesión del Santo en un episodio de peste. En la actualidad, entre otros festejos, y además de la tradicional procesión, se celebra un "encierro" en campo abierto, muy conocido en la comarca.
También se celebra el Viernes Santo con una procesión hasta la ermita de San Roque; y la festividad de San Isidro, el 15 de mayo, también con procesión.